# 日本経営合理化協会出版局
日本経営合理化協会出版局（にほんけいえいごうりかきょうかいしゅっぱんきょく）とは、日本経営合理化協会で中小企業の経営者を主たる読者対象として出版を行う内部専門部門。

## 概要
一般書籍よりかなり高額な書籍が多いが、内容の充実度や社長専門という特殊な発行形式により独自のファンを形成。特に中小オーナー経営者から高い評価がある。
代表的な書籍は、中村天風（なかむらてんぷう）、一倉定（いちくらさだむ）、オグ・マンディーノ、井上和弘といった著者が並び、経営哲学書と経営実務書が大きなカテゴリー。
販売方式においても、書店店頭などの一般的な流通販路よりも経営者に対する独自の直販比率が高く、読者の声が届きやすい出版スタイルを構築しているのが特徴。初代編集長兼局長は本間登美雄。現編集局長は岡田万里。

## 主な発刊書籍一覧
- 成功の実現（中村天風 述）ISBN 978-4-930838-54-4
- 盛大な人生（中村天風 述）ISBN 978-4-930838-58-2
- 心に成功の炎を（中村天風 述）ISBN 978-4-930838-80-3
- いつまでも若々しく生きる（中村天風 述）ISBN 978-4-930838-97-1
- 君に成功を贈る（中村天風 述）ISBN 978-4-89101-020-1
- 成功手帳（中村天風）

- 地上最強の商人（オグ・マンディーノ 著/稲盛和夫  監修）
- 成功大学（オグ・マンディーノ 著）

- 一流人の礼法（小笠原清忠 著）ISBN 978-4-89101-224-3
- 人蕩し術（無能唱元 著）ISBN 978-4-89101-098-0
- 得する人（無能唱元 著）
- 盛運の気（無能唱元  著）

- ユダヤ商法（マーヴィン・トケイヤー  著/加瀬英明  訳）　ISBN 978-4891010140
- 富と成功の秘訣―ユダヤ5000年の叡智（マーヴィン・トケイヤー  著/加瀬英明  訳）　ISBN 978-4891012083

- 強運の法則（西田文郎  著）ISBN 978-4891012052 C2034
- 人生と財産-私の財産告白-（本多静六  著）ISBN 978-4891010102
- 福翁百話（福澤諭吉  著）ISBN 978-4891010171
- 二宮翁夜話(二宮尊徳  述/村松敬司  編著)ISBN 978-4930838827

- 儲かるようにすべてを変える（井上和弘 著）ISBN 978-4-89101-012-6
- 稼ぐ商品サービスづくり（井上和弘 著）ISBN 978-4-89101-026-3
- カネ回りのよい経営（井上和弘 著）ISBN 978-4-89101-033-1
- 会社を上手に任せる法（井上和弘 著）ISBN 978-4-89101-198-7
- 後継者の鉄則（井上和弘 著）ISBN 978-4-89101-212-0

- 社長の帝王学（井原隆一 著）ISBN 978-4-930838-56-8
- 人の用い方（井原隆一 著）ISBN 978-4-930838-63-6
- 社長の財学（井原隆一 著）ISBN 978-4-930838-74-2
- 危地突破の経営（井原隆一 著）ISBN 978-4-89101-031-7

- 勝つ企業の条件（大竹愼一 著）ISBN 978-4-89101-196-3
- おカネの法則（大竹愼一 著）ISBN 978-4-89101-029-4
- 大竹愼一の戦略レポート（大竹愼一 著/月刊）

- 成長の原理（上原春男 著）ISBN 978-4-930838-92-6
- 創造の原理（上原春男 著）ISBN 978-4-89101-024-9

- オーナー社長業（牟田學 著）ISBN 978-4-89101-002-7
- 社長の売上戦略（牟田學 著）ISBN 978-4-89101-022-5

- 人口減少逆転ビジネス（古田隆彦 著）ISBN 978-4-89101-069-0
- 社長として断固なすべき6つの仕事（田中久夫 著）ISBN 978-4-89101-065-2
- 天才社員の育て方（児玉光雄 著）ISBN 4-89101-187-4
- 社員がワクワクして仕事をする仕組み（東川鷹年 著）ISBN 978-4-89101-064-5
- ひと中心の経営へ（渡辺英幸 著）ISBN 978-4-89101-058-4

- 通販成功マニュアル（白川博司 著）ISBN 978-4-89101-057-7
- 白川博司の「通販戦略研究会」月刊レポート

- 価格の決定権を持つ経営（酒井光雄 著）ISBN 978-4-89101-028-7
- ストーリービジョンが経営を変える（酒井光雄 著）ISBN 978-4-89101-202-1

- 営業利益2割の経営（辻・本郷税理士法人　本郷孔洋 著）ISBN 978-4-89101-183-3
- 社長のための決算書の読み方（辻・本郷税理士法人　西村昌彦 著）ISBN 978-4-89101-222-9

- 無人・販売戦略（上妻英夫 著）ISBN 978-4-89101-016-4
- リピート倍増実例集（上妻英夫 著）ISBN 978-4-89101-223-6

- 最強のモノづくり（御沓佳美・柿内幸夫 著）ISBN 978-4-89101-021-8
- KZ法工場改善（柿内幸夫 著）ISBN 978-4-89101-211-3

- 処遇の革新（賃金管理研究所 編）ISBN 978-4-89101-019-5
- 給料の革新（賃金管理研究所 編）ISBN 978-4-930838-99-5

- 野望と先見の社長学（佐藤誠一 著）ISBN 978-4-930838-78-0
- 人件費計画の立て方（佐藤肇 著）ISBN 978-4-89101-007-2

- 顧客に強く好かれる秘訣（武田哲男 著）ISBN 978-4-89101-004-1
- 社長業の心得（田中要人 著）ISBN 978-4-930838-18-6
- 社長業の鉄則（清水龍瑩 著）ISBN 978-4-930838-86-5
- 市場特別攻撃隊（柳弘 著）ISBN 978-4-930838-88-9
- ARS戦略展開マニュアル（矢野新一 著）ISBN 978-4-930838-84-1
- 社長が意図した売上計画を完全達成6つのツボ（鳥居勝幸 著）ISBN 978-4-89101-071-3
- 高島健一の「社長のメシの種」レポート

- 一倉社長学全集（一倉定 著）ISBN 978-4-89101-201-4
- 一倉定の経営心得（一倉定 著）ISBN 978-4-89101-006-5
- 経営の思いがけないコツ
- 経営戦略
- 経営計画・資金運用
- 販売戦略・市場戦略
- 新事業・新商品戦略
- 増収増益戦略
- 内部体勢の確立
- 社長の条件
- 市場戦略・市場戦争
- 新・社長の姿勢
- 経営計画実例第3集
- 経営計画書モデル書式集